# تجربة فرانك-هرتز
تجربة فرانك وهرتز في الفيزياء (بالإنجليزية :Franck–Hertz experiment) هي تجربة في الفيزياء قام بها العالمان جيمس فرانك وجوستاف هرتز عام 1914 ، وكانت نتيجتها مؤيدة لنموذج بور للذرة التي تحتوي على مستويات طاقة منفصلة وساهمت في ابتكار ميكانيكا الكم.
أيدت تجربة فرانك وهرتز النموذج الذري الذي اقترحه نيلز بور في مطلع القرن العشرين لتفسير الطيف ، وطبقا للنموذج توجد الإلكترونات في مدارات حول نواة الذرة وتشغل مستويات طاقة منفصلة عن بعضها البعض. وقد حاز فرانك وهرتز على جائزة نوبل للفيزياء عام 1925 على هذا العمل.
وخلاصة تجربة فرانك وهرتز تبين نموذج ذري تشغل فيه الإلكترونات مستويات للطاقة منفصلة، وعند انتقال إلكترون بين مستوى طاقة تحتي إلى مستوى آخر أعلى منه فيحدث ذلك عن طريق امتصاص الإلكترون لكمية كمومية quanta من الطاقة.

## التجربة

### الجهاز

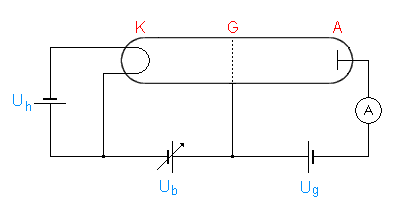
الجهاز

يتكون الجهاز من أنبوب زجاجي مغلق يوجد به غاز (في الغالب بخار الزئبق أو غاز النيون أو غاز الارجون) عند ضغط منخفض في حيز 10 إلى 20 ملي بار (1و0 - 2و0 ضغط جوي). ويوجد كاثود K يمكن تسخينه على إحدى أطراف الأتبوب، والكاثود (مهبط) موصل بجهد كهربائي Ub يمكن تغييره وجعل شحنته سالبة بالنسبة إلى الشبكة G . ويوجد خلف الشبكة لوح معدني A يمكن شحنه بشحنة موجبة بالنسبة للجهد الشبكة بمقدار 1 فولت.
والغرض من ذلك التنظيم هو تسريع الإلكترونات بين الكاثود والشبكة لكي تصتدم بذرات الزئبق الموجودة في الأنبوب. وعن طريق المجال الكهربي الضعيف المعاكس الشبكة واللوح المعدني يمكن قياس عدد الإلكترونات التي تمر خلال الشبكة ويكون لها أقل قدر من الطاقة (عند أقل سرعة لها).
تتسرع الإلكترونات التي تنشأ على الكاثود (عن طريق التسخين الكهربي كما في فتيل المصباح) عند مرورها في المجال الكهربي الموجود بين الكاثود والشبكة ويصلوا عند الشبكة إلى أعلى سرعة لهم. ومعظم الألكترونات سوف تحجزة الشبكة ويعودون بسبب الجهد Ub إلى الكاثود. ولكن قليل منهم سوف يمر من الشبكة وتبدأ حركتهم في التباطؤ بسبب الجهد العكسي الموجود بين الشبكة واللوح A (طريقة الجهد العكسي).
ويقاس التيار بين الكاثود واللوح بواسطة أمبيرمتر حساس.

### المشاهدة

تيار المصعد عند اللوح المعدني A.

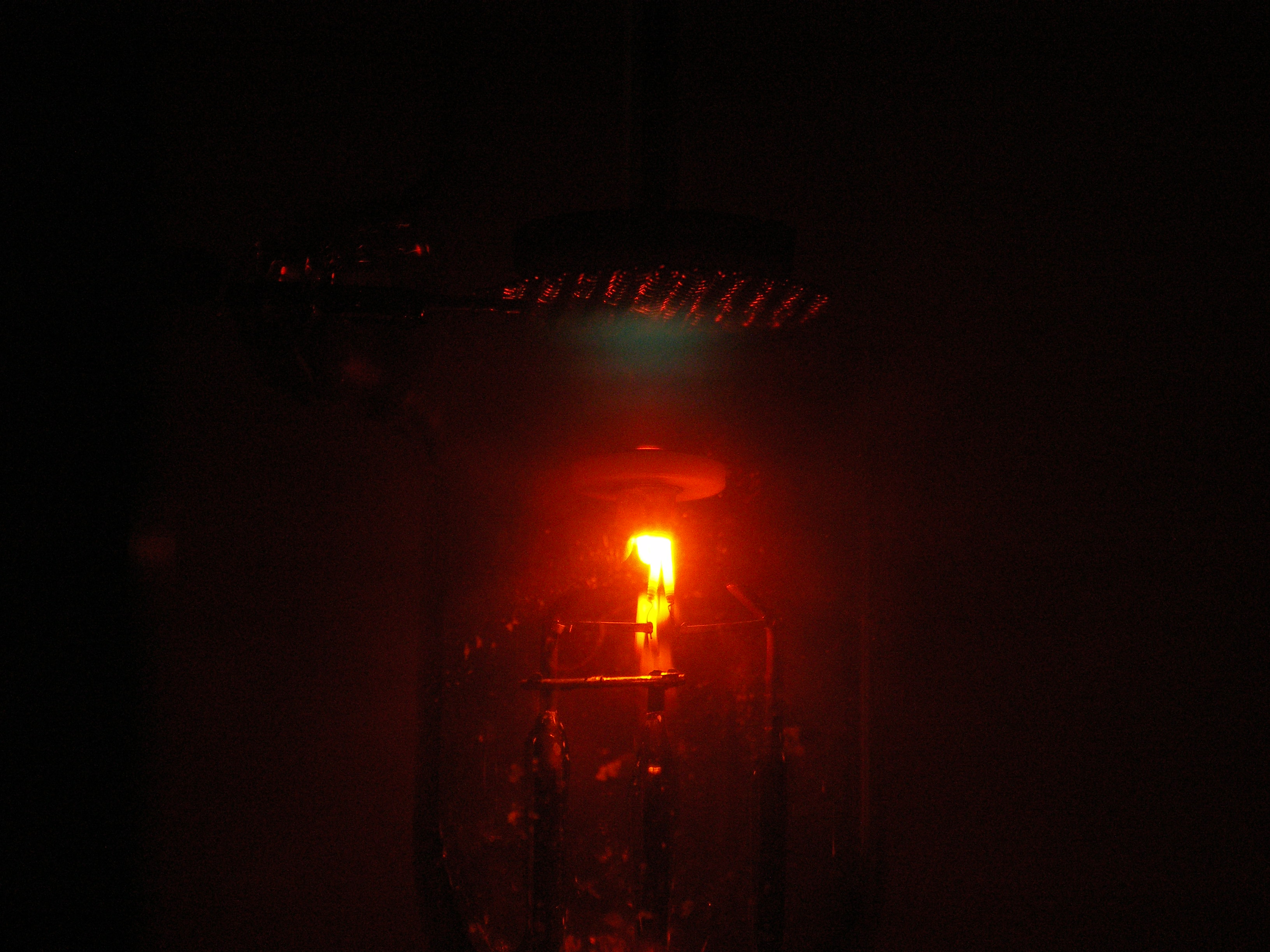
التجربة مع الزئبق : 2 حيزان مضيئان عند جهد إثارة 10فولت.

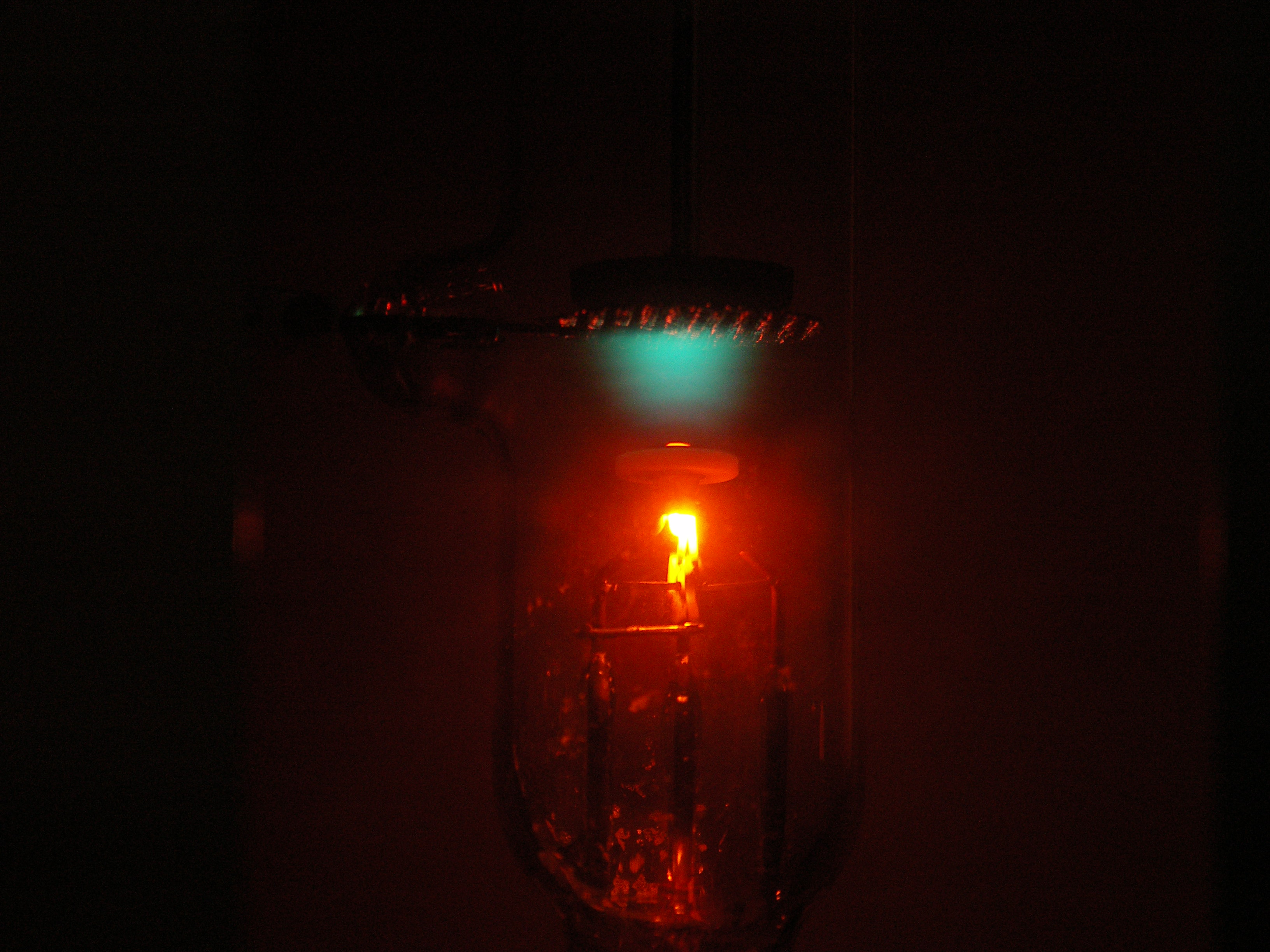
التجربة مع الزئبق : 5 حيوز عند جهد إثارة 24 فولت.

إذا قمنا بزيادة الجهد Ub، يبدأ التيار المقاس في الزيادة (1). وعند جهد معين (يعتمد على الغاز المستخدم) يبدأ التيار في الانخفاض عند (2) يصل التيار إلى حد أدنى ثم يرتفع ثانيا عند (3). وعند ضعف قيمة الجهد حيث ينخفض التيار أول مرة، ينخفض مرة جديدة عند (4) ثم يزداد بعدها. ويتكرر ذلك دوريا، وفي كل مرة يزيد التيار إلى قيمة أعلى عن سابقتها.
وتكون المسافات بين النهايات العظمي أو بين النهايات الصغرى بالتقريب ثابتة.
وتلك النهايات الصغرى يمكن رؤيتها عن طريق طبقة وميضية على السطح الداخلي للأنبوب.
ولا يحدث تغير كهذا في تيار الكاثود ولا في تيار الشبكة. وترتفع شدة التيار بزيادة الجهد حتى تصل إلى نحو 40 فولت - وهو يعتمد على ضغط الغاز المستخدم - ويحدث تفريغ كهربائي في الغاز. وبغرض عدم تحطم الأنبوب عند ارتفاع شدة التيار المفاجيئ يضاف في نظام الجهاز مقاومة عالية توصل على التوالي مع Ub.

## التفسير
يعني انخفاض التيار أن عددا قليلا من الإلكترونات يصل إلى المصعد A. وهذ يعتمد على أنه بمجرد أن تصل طاقة الإلكترونات إلى حد معين (9و4 فولت للزئبق وهو يؤول إلى الانتقال من {\displaystyle 6^{1}S_{0}}- إلى {\displaystyle 6^{3}P_{1}}-Niveau) تعطي الإلكترونات تلك الطاقة إلى الغاز وهي تبلغ 9و4 إلكترون فولت . وبحدث أن ذرة الزئبق التي يحدث بها الاصتدام تُثار، أي طبقا لنموذج بور يمتص الغلاف الإلكتروني لذرة الزئبق الطاقة المكتسبة ويقفز إلى مستوى طاقة أعلى. ونظرا لكون الحالة المثارة للذرة ليست مستقرة فهي تنخفض ثانيا عن طريق إصدار فوتون ضوئي وتعود إلى الحالة القاعية.
في البدء يرتفع التيار حيث أن المجال الذي يسبب تسريع الإلكترونات في الأنبوب يتزايد (1) ، كما يتزايد عدد الإلكترونات التي تنفذ من المجال العكسي الموجود بين الشبكة واللوح. في تلك المرحلة يحدث تصادم مرن بين الإلكترونات وذرات الغاز، أي لا يمكن لإلكترونات الذرة اكتساب طاقة من فيض الإلكترونات القادم عليها. وعندما يُعجل الجهد الإلكترونات كافيا فهي تصتدم بالذرات اصتداما غير مرن وتعطيها طاقة (2). لذلك ينخفض عدد الإلكترونات التي لها طاقة حركة كافية لكي تتعدى المجال العكسي. ولذلك ينخفض التيار، ولكنه لا ينخفض حتى يصل إلى 0 أمبير حيث لا تصتدم جميع الإلكترونات بذرات الغاز.
وعند زيادة التسريع فيمكن للإلكترونات التي أعطت طاقة للذرات أن تتسرع من جديد، وبذلك يزيد عدد الإلكترونات التي تتعدى الجهد العكسي (3) ، ويتمكن الجهد المسرع من تسريع الإلكترونات بدرجة تستطيع بها أعطاء طاقة 9و4 إلكترون فولت ثانية إلى ذرات الغاز (4). في تلك الحالة لا يوجد حيز واحد لذرات الزئبق المضيئة وإنما يوجد عنئذ حيزان مضيئان منفصلان عن بعضهما. والضوء الذي تصدره ذرات الزئبق (وهي ذات طاقة قدرها 9و4 إلكترون فولت) من نوع طول موجة 253 نانومتر وهي في نطاق الأشعة فوق البنفسجية وهي لا تُرى.

## التجربة مع غازات أخرى
يمكن استخدام غاز النيون بدلا من غاز الزئبق. وتزيد هنا طاقة الإثارة لذرات النيون - فهي تبلغ 4و18 إلكترون فولت و0و19 إلكترون فولت - كما تحدث إثارة للذرات أيضا بين 6و16 و9و16 إلكترون فولت. فتصدر ذرات النيون المثارة فوتونات ذات طاقة قليلة مما يجعل الضوء الصادر في نطاق الضوء المرئي - نطاق الضوء الأحمر والبرتقالي .
وعندما يزداد الجهد الكهربائي المستخدم إلى ضعف جهد الإثارة، فيصبح من الممكن رؤية عدة حيوز مضيئة متجاورة في الأنبوب.وايضا يمكن استخدام غاز الهيليوم.

## اقرأ أيضا
- تجربة رذرفورد